# Gunnar Wåhlberg
Gunnar Lennartsson Wåhlberg (ur. 27 lipca 1910 w Umeå, zm. 9 października 1995 tamże) – szwedzki biathlonista, olimpijczyk.

## Kariera
Uczestniczył w zawodach sportowych w latach 30. XX wieku. W 1936 roku wystąpił na igrzyskach olimpijskich w Garmisch-Partenkirchen, gdzie wspólnie z Sethem Olofssonem, Johanem Wikstenem i Johnem Westberghiem zajął trzecie miejsce w pokazowych zawodach patrolu wojskowego. Był to jego jedyny sukces na międzynarodowych zawodach tej rangi.